# Buyenzi
Buyenzi è un comune del Burundi situato nella provincia di Bujumbura Mairie con 43.119 abitanti (stima 2004)